# Лаконикум
Лаконикум (или лакониум, на латински: laconicum) е древноспартанска баня за къпане. За разлика от парната римска баня тя е суха и е заимствана в Римската Терме, където често се изгражда в непосредствена близост до калдариума. Името е дадено по името на областта Лакония, като лакониумът е единствената форма на топла баня, която спартанците са допускали. Обикновено тя представлява кръгла стая с ниши, покрита с конусовиден покрив с кръгли отвори в горната част. Според данни на Витрувий от Х век, от покрива на лакониума виси щит, закачен на вериги, с който може да се регулира температурата отваряйки вентилационните отвори. Стените са покрити с мраморна щукатура и са боядисани в син цвят със златни звезди.
В консервираните от Везувий бани на Помпей лаконикумът е разположен в апсида в единия край на калдариума. В допълнение към подово отопление, в стената са вградени керамични парни тръби. Най-големият лаконикум с размер около 23 m в диаметър, е построен от Марк Випсаний Агрипа в термите на южната страна на Пантеона. За него Дион Касий твърди, че освен другите удобства, той съдържа и хидромасажна вана, и го нарича Гимнастически лаконикум. Всички следи от тази сграда са изгубени, но се знае, че Септимий Север построява по-далеч на юг нов лаконикум, част от който все още съществува в т. нар Арко ди Чамбела.